# Joaquín Camino Sánchez
Joaquín Camino Sánchez (Camas, noviembre de 1943 - Barcelona, 5 de junio de 1973) fue un banderillero y novillero español, hermano del torero Paco Camino.

## Biografía
Inició su carrera en novilladas sin picadores en el año 1961 y con picadores en 1963. Debutó como novillero en la Plaza de las Ventas de Madrid en junio del año 1965, abandonando poco después sus pretensiones de tomar la alternativa, pasando a formar parte de la cuadrilla de su hermano Paco Camino. En total actuó como novillero en 65 ocasiones y fue miembro de la cuadrilla de su hermano durante siete años.

### Cogida y muerte
El 3 de junio de 1973, mientras participaba como subalterno en una corrida celebrada en la Plaza de toros Monumental de Barcelona, el toro Curioso perteneciente a la ganadería de Atanasio Fernández, le infligió dos cornadas muy graves en el momento de colocar las banderillas, como consecuencia de las heridas sufridas falleció dos días después, el 5 de junio a la una de la tarde. Fue enterrado en la localidad de Camas, muy próxima a Sevilla, donde tiene dedicada una calle.